# Ujhari
Ujhari è una suddivisione dell'India, classificata come nagar panchayat, di 18.715 abitanti, situata nel distretto di Jyotiba Phule Nagar, nello stato federato dell'Uttar Pradesh.